# Оповивши
Оповивши (англ.Buzzin' Around) — американська короткометражна кінокомедія Альфреда Дж. Гулдинга 1933 року з Роско Арбаклом в головній ролі.

## Сюжет
Корнеліус винайшов рідину, яка робить об'єкти непорушними і пружніми. На жаль, він бере неправильну банку, щоб продемонструвати свій винахід. Один нещасний випадок йде слідом за іншим у цьому дешевому фарсі.

## У ролях
- Роско ’Товстун’ Арбакл — Корнеліус
- Аль Ст. Джон — Аль
- Ден Коулмен — епізодична роль
- Фріц Хьюберт — епізодична роль
- Дональд МакБрайд — поліцейський
- Гертруда Мадж — Ма Корнеліуса
- Аль Окс — епізодична роль
- Том Сміт — епізодична роль
- Еліс Мей Так — епізодична роль
- Гаррі Ворд — епізодична роль